# قوس نيرو
قوس نيرو (بالإنجليزية: Arch of Nero)‏ هي لوحة زيتية على قماش رسمها توماس كول عام 1846. كانت اللوحة معروضة في متحف نيوارك للفنون، ولكن اعتبارا من 2 يوليو 2021، كانت معروضة في متحف فيلادلفيا للفنون. بيعت اللوحة في 19 مايو 2021، مقابل 998 ألف دولار بالإضافة إلى رسوم في مزاد سوذبي، إلى مؤسسة خاصة يديرها جامعا التحف توماس إتش وديان ديميل جاكوبسن ومقرهما فلوريدا. لقد اشتروها "بفكرة إبقائها على مرأى من الجمهور - وهي فكرة تابعوها على الفور بإعارتهم اللوحة إلى متحف فيلادلفيا للفنون". أرسل سبعون "من كبار القيمين والعلماء الفنيين" رسالة مفتوحة إلى متحف نيوارك للفنون تفيد بأن قوس نيرو "هو عنوان مهم وعاجل للجمهورية الأمريكية. فهو يتحدث عن المثل الأعلى المؤسس للأمة الأمريكية، ويشير إلى فشل أمريكا في الارتقاء إلى مستوى مثلها العليا، وهو دعوة واضحة لأمريكا لتكون أفضل نسخة من نفسها.. .. بالنسبة للشمال الشرقي مثل كول، كان المصدر الرئيسي لفساد الجمهورية الأمريكية هو السلافوقراطية الجنوبية ونفوذها غير العادل داخل الحكومة الفيدرالية. أوضح كول روابطه بين فساد الجمهورية الرومانية وانحدارها وسقوطها، وحاضر أمريكا من خلال ارتداء شخصياته اللون الأحمر والأبيض والأزرق.